# Et landbrug i tidehverv
Et landbrug i tidehverv er en dansk dokumentarfilm fra 1963 instrueret af Henning Ørnbak.

## Handling
På baggrund af en række natur- og hverdagsoptagelser, fortæller filmen om de problemer, landbruget står overfor på grund af strukturændringer, som forholdene tvinger erhvervet ind i.